# 대한민국 민법 제579조
대한민국 민법 제579조는 채권매매와 매도인의 담보책임에 대한 민법 채권법 조문이다.

## 조문
제579조(채권매매와 매도인의 담보책임) ① 채권의 매도인이 채무자의 자력을 담보한 때에는 매매계약당시의 자력을 담보한 것으로 추정한다.
②변제기에 도달하지 아니한 채권의 매도인이 채무자의 자력을 담보한 때에는 변제기의 자력을 담보한 것으로 추정한다.

第579條(債權賣買와 賣渡人의 擔保責任) ① 債權의 賣渡人이 債務者의 資力을 擔保한 때에는 賣買契約當時의 資力을 擔保한 것으로 推定한다.
②辨濟期에 到達하지 아니한 債權의 賣渡人이 債務者의 資力을 擔保한 때에는 辨濟期의 資力을 擔保한 것으로 推定한다.

## 참고 문헌
- 오현수, 일본민법, 진원사, 2014. ISBN 978-89-6346-345-2
- 오세경, 대법전, 법전출판사, 2014 ISBN 978-89-262-1027-7
- 이준현, LOGOS 민법 조문판례집, 미래가치, 2015. ISBN 979-1-155-02086-9